# Centre Tola-Vologe
Le Centre Tola-Vologe était le centre d'entraînement et le centre de formation de l'Olympique lyonnais de 1961 à 2016.

## Histoire
Le Centre fut inauguré en 1961 par Maurice Herzog, secrétaire d'État à la jeunesse et aux sports. Mais ce n'est qu'en 1979 que le club rhodanien a pris pleine possession du centre en y installant son siège social.
Au cours des décennies, le centre n'a fait que s'agrandir et améliorer ses équipements afin de devenir un centre de formation de prestige, ce qui lui a valu au cours des années 2000 d'être le centre de formation le plus réputé du football français.
Le Centre porte le nom de Tola Vologe, ancien sportif de haut-niveau et membre très actif du Lyon olympique universitaire, club de rugby, qui exploite dorénavant le Stade de Gerland à la place de l'Olympique lyonnais, qui joue depuis au Groupama Stadium.
À la suite du départ de l'Olympique Lyonnais au Groupama OL Training Center, situé à Décines-Charpieu, le club quitte donc le Centre Tola-Vologe après 55 années, et embarque avec lui le siège du club ainsi que le centre de formation des jeunes.

## Liste des internationaux français et étrangers formés à Tola Vologe
Liste des joueurs français emblématiques :
- Raymond Domenech (1960-1970), compte 293 matchs avec l'OL et ancien sélectionneur de l'Équipe de France de 2004 à 2010.
- Ludovic Giuly (1994-1995), passé notamment par le FC Barcelone.
- Sidney Govou (1996-1999), compte 406 matchs avec l'OL.
- Karim Benzema (1996-2004), actuellement au Real Madrid.
- Hatem Ben Arfa (2002-2004), actuellement  sans club.
- Loïc Rémy (2004-2008), actuellement au Stade Brestois 29.
- Maxime Gonalons (1999-2009), actuellement au Clermont Foot 63.
- Clément Grenier (1999-2009), actuellement au RCD Majorque.
- Alexandre Lacazette (1999-2009), actuellement en équipe première.
- Samuel Umtiti (2002-2012), actuellement au LOSC.
- Anthony Martial (2009-2012), actuellement à Manchester United.
- Corentin Tolisso (2007-2013), actuellement en équipe première.
- Nabil Fekir (2005-2007, 2011-2013), actuellement au Betis Séville.

Liste des joueurs étrangers emblématiques :
- Frédéric Kanouté (1997-2000), notamment passé par West Ham, Tottenham et le Séville FC.
- Anthony Lopes (2000-2012), actuellement au FC Nantes.
- Mehdi Zeffane (2009-2012), actuellement au Clermont Foot 63.
- Rachid Ghezzal (2004-2012), actuellement au Beşiktaş JK.
- Yassine Benzia (2010-2012), actuellement au Dijon FCO.
- Clinton Njie (2011-2014), actuellement à Sivasspor.

## Compétitions internationales

### Champions du monde
- Nabil Fekir (2018)
- Corentin Tolisso (2018)
- Samuel Umtiti (2018)

### Champion d'Europe
- Anthony Lopes (2016)

### Champion d'Afrique
- Clinton Njie (2017)
- Mehdi Zeffane (2019)

## Distinctions individuelles

### Ballon d'or
- Karim Benzema (2022)

## Galerie

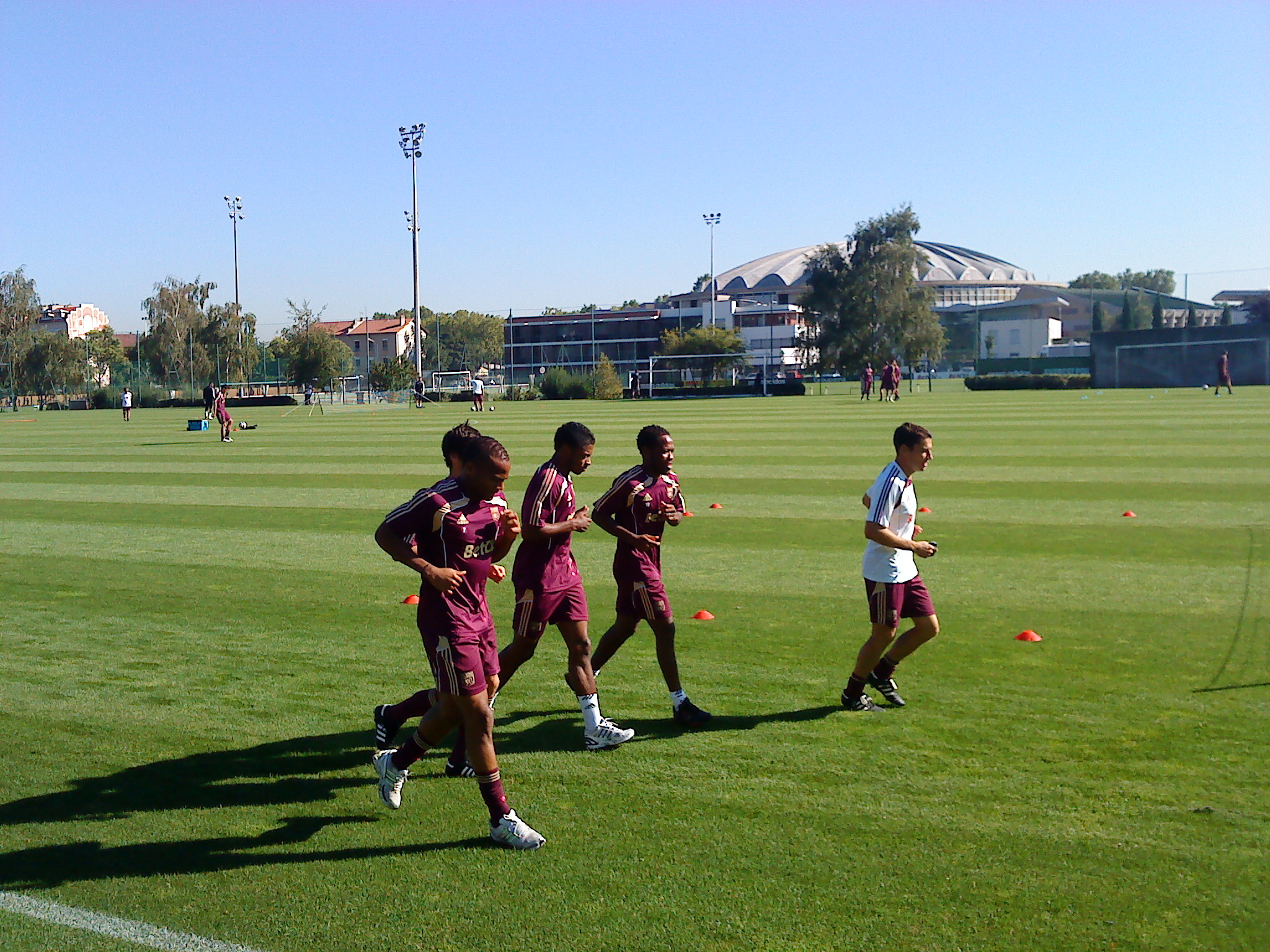
Séance d'entrainement de l'OL en 2010